# Štítná nad Vláří-Popov
Štítná nad Vláří-Popov este o comună din districtul Zlín din regiunea Zlín din Cehia. Are o populație de aproximativ 2.100 de locuitori.

## Diviziuni administrative
Comuna Štítná nad Vláří-Popov este format din două diviziuni administrative, Štítná nad Vláří și Popov (în paranteze populația conform recensământului din 2021):
- Štítná nad Vláří (1.595)
- Popov (448)

## Etimologie
Numele Štítná este probabil derivat din cuvântul ceh štít (adică „scut”). Satul a fost o cetate defensivă (un „scut”) împotriva invaziilor tătarilor.
Numele Popov este derivat din cuvântul pop, care este un termen ceh vechi pentru un preot. Se referă la faptul că satul a fost inițial o proprietate bisericească.

## Geografie
Štítná nad Vláří-Popov se află la 27 kilometri (17 mi) sud-est de Zlín, la granița cu Slovacia. Se află în lanțul muntos Carpații Albi și în Aria peisagistică protejată Bílé Karpaty. 
Cel mai înalt punct se află la 776 metri (2.546 ft) deasupra nivelului mării. 
Râul Vlára curge prin comună.

## Istorie
Prima mențiune scrisă despre Štítná și Popov datează din anul 1374. Ambele sate au aparținut moșiei Brumov. 
În 1964, cele două localități, Štítná nad Vláří și Popov, au fuzionat.

## Transporturi
Popov se află pe linia de cale ferată Bylnice – Bojkovice.

## Obiective turistice

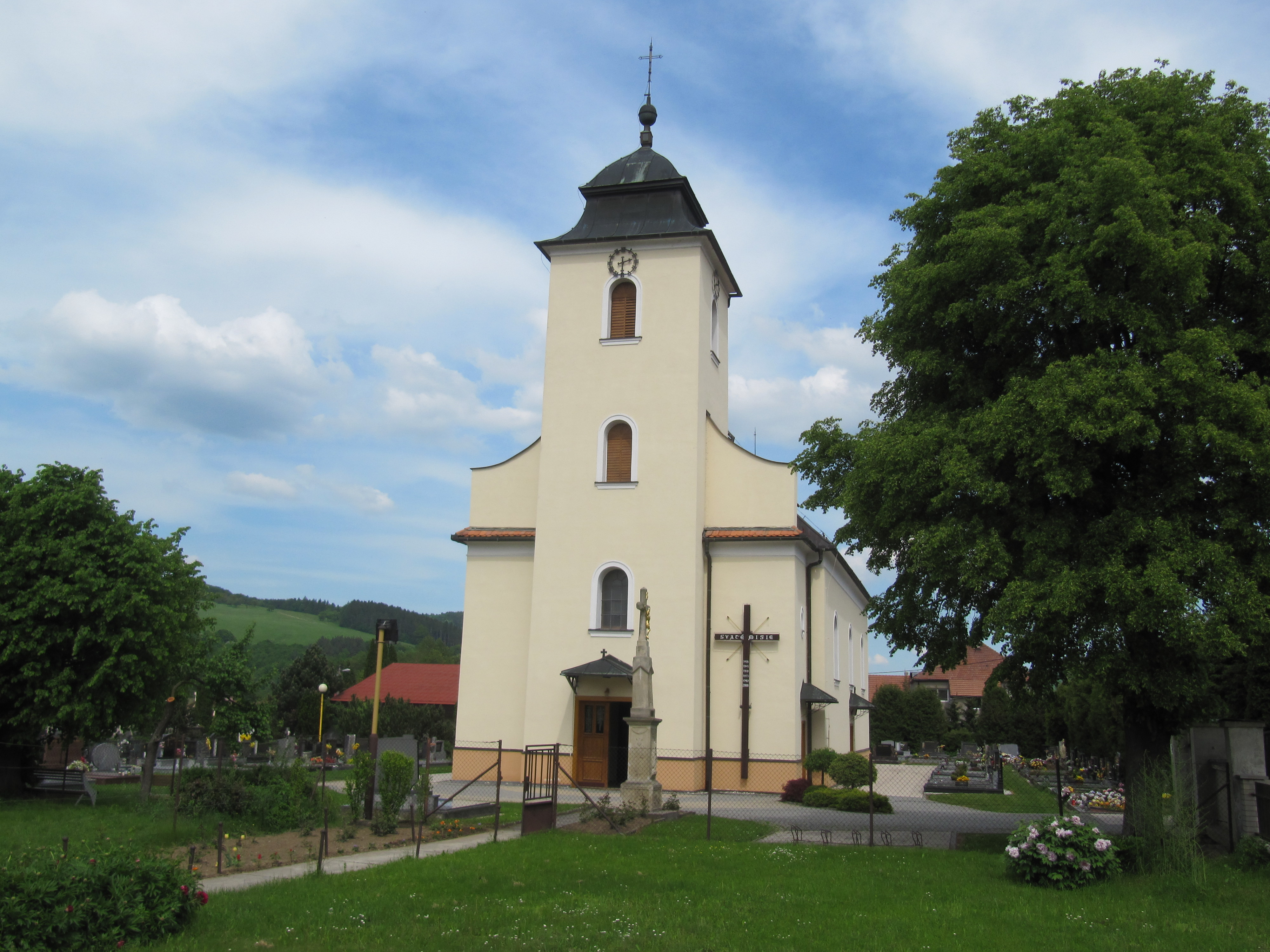
Biserica Sfântul Iosif

Principalul obiectiv turistic al comunei Štítná nad Vláří-Popov este Biserica Sfântul Iosif, situată în Štítná nad Vláří.
Aceasta a fost construită în stil baroc în a doua jumătate a secolului al XVIII-lea.

## Orașe înfrățite
Štítná nad Vláří-Popov este înfrățit cu:
- Košeca, Slovacia